# Гаратти, Элеанор
Элеанор Агнес Гаратти-Сэвилл (англ. Eleanor Agnes Eleanor Garatti-Saville; 12 июня 1909, Белвидер, Калифорния — 9 сентября 1998, Уолнат-Крик, Калифорния) — американская пловчиха, двукратная олимпийская чемпионка в эстафете 4×100 метров вольным стилем в составе сборной США.

## Биография
Элеанор А. Гаратти родилась в 1909 году в Калифорнии в семье итальянского происхождения. В 1925—1929 годах побеждала в Чемпионатах США. На летних Олимпийских играх 1928 года она победила в эстафете 4×100 метров вольным стилем в составе сборной США и завоевала серебряную медаль в плавании 100 м вольным стилем, уступив соотечественнице Альбине Осипович. В 1929 году Гаратти установила новый мировой рекорд на дистанции 100 м вольным стилем, проплыв её быстрее чем за 1 минуту и 10 секунд. На летних Олимпийских играх 1932 года сборная США вновь победила в эстафете 4×100 метров вольным стилем. Элеанор была единственной участницей сборной, выступавшей в обеих играх. Она также заняла третье место в плавании 100 м вольным стилем, уступив соотечественнице Хелен Мэдисон и представительнице Нидерландов Виллемейнтье ден Ауден.
В 1992 году Элеанор Гаратти-Сэвилл была включена в Зал Славы мирового плавания. Скончалась в 1998 году в Калифорнии на 90-м году жизни. В 2000 году она была посмертно включена в Национальный Итало-Американский зал спортивной славы.